# Cacaohelea curva
Cacaohelea curva är en tvåvingeart som beskrevs av Art Borkent och C. Picado 2008. Cacaohelea curva ingår i släktet Cacaohelea och familjen svidknott.
Artens utbredningsområde är Costa Rica. Inga underarter finns listade i Catalogue of Life.